# Zygmunt Gornowicz
Zygmunt Gornowicz (ur. 1949 w Gdańsku, zm. 2017 tamże) – polski grafik i malarz.

## Życiorys
Studiował w latach 1978–1983 w Państwowej Wyższej Szkole Sztuk Plastycznych w Gdańsku (obecna nazwa uczelni od 1996 to Akademia Sztuk Pięknych w Gdańsku) na Wydziale Malarstwa i Grafiki, kierunek Projektowanie Graficzne u prof. Marka Freudenreicha. Dyplom w pracowni prof. Witolda Janowskiego (1983).
Zajmował się projektowaniem graficznym, komunikacją wizualną, plakatem, grafiką wydawniczą, grafiką warsztatową, rysunkiem.
Prace w zbiorach m.in.:
- Muzeum Narodowe w Gdańsku,
- Design Museum Gent, Belgia,
- Państwowe Muzeum na Majdanku,
- zbiory prywatne w kraju i za granicą.